# Lijst van gouverneurs van Pennsylvania

Zegel van de staat Pennsylvania

Dit is een lijst met gouverneurs van de Amerikaanse staat Pennsylvania.

## Gouverneurs van Pennsylvania (1790–heden)
| Nr.    | Gouverneur van Pennsylvania Governor of Pennsylvania | Gouverneur van Pennsylvania Governor of Pennsylvania | Gouverneur van Pennsylvania Governor of Pennsylvania | Ambtstermijn     | Ambtstermijn     | Partij(en)   | Verkiezing(en) |
| ------ | ---------------------------------------------------- | ---------------------------------------------------- | ---------------------------------------------------- | ---------------- | ---------------- | ------------ | -------------- |
| 1      |                                                      | Thomas Mifflin                                       | Simon Snyder (1744–1800)                             | 20 december 1790 | 20 december 1799 | O            | 1790           |
| 1      | 1793                                                 | Thomas Mifflin                                       | Simon Snyder (1744–1800)                             | 20 december 1790 | 20 december 1799 | O            |                |
| 1      | 1796                                                 | Thomas Mifflin                                       | Simon Snyder (1744–1800)                             | 20 december 1790 | 20 december 1799 | O            |                |
| 3      |                                                      | Thomas McKean                                        | Thomas McKean (1734–1817)                            | 20 december 1799 | 20 december 1808 | DR (1799–03) | 1799           |
| 3      | 1802                                                 | Thomas McKean                                        | Thomas McKean (1734–1817)                            | 20 december 1799 | 20 december 1808 | DR (1799–03) |                |
| 3      | F (1803–08)                                          | Thomas McKean                                        | Thomas McKean (1734–1817)                            | 20 december 1799 | 20 december 1808 |              |                |
| 3      | 1805                                                 | Thomas McKean                                        | Thomas McKean (1734–1817)                            | 20 december 1799 | 20 december 1808 |              |                |
| 3      |                                                      | Simon Snyder                                         | Simon Snyder (1759–1819)                             | 20 december 1808 | 17 december 1817 | DR           | 1808           |
| 3      | 1811                                                 | Simon Snyder                                         | Simon Snyder (1759–1819)                             | 20 december 1808 | 17 december 1817 | DR           |                |
| 3      | 1814                                                 | Simon Snyder                                         | Simon Snyder (1759–1819)                             | 20 december 1808 | 17 december 1817 | DR           |                |
| 4      |                                                      | William Findlay                                      | William Findlay (1768–1846)                          | 17 december 1817 | 20 december 1820 | DR           | 1817           |
| 5      |                                                      | Joseph Hiester                                       | Joseph Hiester (1752–1832)                           | 20 december 1820 | 16 december 1823 | F            | 1820           |
| 6      |                                                      | John Shulze                                          | John Shulze (1775–1852)                              | 16 december 1823 | 15 december 1829 | DR (1823–28) | 1823           |
| 6      | 1826                                                 | John Shulze                                          | John Shulze (1775–1852)                              | 16 december 1823 | 15 december 1829 | DR (1823–28) |                |
| 6      | D (1828–29)                                          | John Shulze                                          | John Shulze (1775–1852)                              | 16 december 1823 | 15 december 1829 |              |                |
| 7      |                                                      | George Wolf                                          | George Wolf (1777–1840)                              | 15 december 1829 | 15 december 1835 | D            | 1829           |
| 7      | 1832                                                 | George Wolf                                          | George Wolf (1777–1840)                              | 15 december 1829 | 15 december 1835 | D            |                |
| 8      |                                                      | Joseph Ritner                                        | Joseph Ritner (1780–1869)                            | 15 december 1835 | 15 januari 1839  | AV           | 1835           |
| 9      |                                                      | David Porter                                         | David Porter (1788–1867)                             | 15 januari 1839  | 20 januari 1845  | D            | 1838           |
| 9      | 1841                                                 | David Porter                                         | David Porter (1788–1867)                             | 15 januari 1839  | 20 januari 1845  | D            |                |
| 10     |                                                      | Francis Shunk                                        | Francis Shunk (1788–1848)                            | 20 januari 1845  | 8 juli 1848      | D            | 1844           |
| 10     | 1847                                                 | Francis Shunk                                        | Francis Shunk (1788–1848)                            | 20 januari 1845  | 8 juli 1848      | D            |                |
| Vacant |                                                      |                                                      |                                                      |                  |                  |              |                |
| 11     |                                                      | William Johnston                                     | William Johnston (1808–1872)                         | 26 juli 1846     | 20 januari 1852  | W            |                |
| 11     | W                                                    | William Johnston                                     | William Johnston (1808–1872)                         | 26 juli 1846     | 20 januari 1852  | 1848         |                |
| 11     | W                                                    | William Johnston                                     | William Johnston (1808–1872)                         | 26 juli 1846     | 20 januari 1852  | 1851         |                |
| 12     |                                                      | William Bigler                                       | William Bigler (1814–1880)                           | 20 januari 1852  | 15 januari 1855  | D            | 1851           |
| 13     |                                                      | James Pollock                                        | James Pollock (1810–1890)                            | 15 januari 1855  | 20 januari 1858  | W            | 1854           |
| 14     |                                                      | William Packer                                       | William Packer (1807–1870)                           | 20 januari 1858  | 15 januari 1861  | D            | 1857           |
| 15     |                                                      | Andrew Gregg Curtin                                  | Andrew Gregg Curtin (1817–1894)                      | 15 januari 1861  | 15 januari 1867  | R            | 1860           |
| 15     | 1863                                                 | Andrew Gregg Curtin                                  | Andrew Gregg Curtin (1817–1894)                      | 15 januari 1861  | 15 januari 1867  | R            |                |
| 16     |                                                      | John Geary                                           | John Geary (1819–1873)                               | 15 januari 1867  | 20 januari 1875  | R            | 1866           |
| 16     | 1869                                                 | John Geary                                           | John Geary (1819–1873)                               | 15 januari 1867  | 20 januari 1875  | R            |                |
| 17     |                                                      | John Hartranft                                       | John Hartranft (1830–1889)                           | 20 januari 1875  | 20 januari 1879  | R            | 1872           |
| 17     | 1875                                                 | John Hartranft                                       | John Hartranft (1830–1889)                           | 20 januari 1875  | 20 januari 1879  | R            |                |
| 18     |                                                      | Henry Hoyt                                           | Henry Hoyt (1830–1892)                               | 20 januari 1879  | 16 januari 1883  | R            | 1878           |
| 19     |                                                      | Robert Pattison                                      | Robert Pattison (1850–1904)                          | 16 januari 1883  | 17 januari 1887  | D            | 1882           |
| 20     |                                                      | James Beaver                                         | James Beaver (1849–1903)                             | 17 januari 1887  | 20 januari 1891  | R            | 1886           |
| (19)   |                                                      | Robert Pattison                                      | Robert Pattison (1850–1904)                          | 20 januari 1891  | 15 januari 1895  | D            | 1890           |
| 21     |                                                      | Daniel Hastings                                      | Daniel Hastings (1849–1903)                          | 15 januari 1895  | 17 januari 1899  | R            | 1894           |
| 22     |                                                      | William Stone                                        | William Stone (1846–1920)                            | 17 januari 1899  | 20 januari 1903  | R            | 1898           |
| 23     |                                                      | Samuel Pennypacker                                   | Samuel Pennypacker (1843–1916)                       | 20 januari 1903  | 17 januari 1907  | R            | 1902           |
| 24     |                                                      | Edwin Stuart                                         | Edwin Stuart (1853–1937)                             | 15 januari 1907  | 17 januari 1911  | R            | 1906           |
| 25     |                                                      | John Tener                                           | John Tener (1863–1946)                               | 17 januari 1911  | 20 januari 1915  | R            | 1910           |
| 26     |                                                      | Martin Brumbaugh                                     | Martin Brumbaugh (1862–1930)                         | 15 januari 1915  | 20 januari 1919  | R            | 1914           |
| 27     |                                                      | William Sproul                                       | William Sproul (1870–1928)                           | 20 januari 1919  | 16 januari 1923  | R            | 1918           |
| 28     |                                                      | Gifford Pinchot                                      | Gifford Pinchot (1865–1946)                          | 16 januari 1923  | 17 januari 1927  | R            | 1922           |
| 29     |                                                      | John Stuchell Fisher                                 | John Stuchell Fisher (1865–1946)                     | 17 januari 1927  | 20 januari 1931  | R            | 1930           |
| (28)   |                                                      | Gifford Pinchot                                      | Gifford Pinchot (1865–1946)                          | 20 januari 1931  | 15 januari 1935  | R            | 1930           |
| 30     |                                                      | George Earle                                         | George Earle (1890–1974)                             | 15 januari 1935  | 20 januari 1939  | D            | 1934           |
| 31     |                                                      | Arthur James                                         | Arthur James (1883–1973)                             | 20 januari 1939  | 20 januari 1943  | R            | 1938           |
| 32     |                                                      | Ed Martin                                            | Ed Martin (1879–1967)                                | 20 januari 1943  | 3 januari 1947   | R            | 1942           |
| 33     |                                                      | John Cromwell Bell                                   | John Cromwell Bell (1892–1974)                       | 3 januari 1947   | 20 januari 1947  | R            | 1942           |
| 34     |                                                      | Jim Duff                                             | Jim Duff (1883–1969)                                 | 20 januari 1947  | 15 januari 1951  | R            | 1946           |
| 35     |                                                      | John Fine                                            | John Fine (1893–1978)                                | 15 januari 1951  | 20 januari 1955  | R            | 1950           |
| 36     |                                                      | George Leader                                        | George Leader (1918–2013)                            | 20 januari 1955  | 15 januari 1959  | D            | 1954           |
| 37     |                                                      | David Lawrence                                       | David Lawrence (1889–1966)                           | 15 januari 1959  | 15 januari 1963  | D            | 1958           |
| 38     |                                                      | Bill Scranton                                        | Bill Scranton (1917–2013)                            | 15 januari 1963  | 17 januari 1967  | R            | 1962           |
| 39     |                                                      | Ray Shafer                                           | Ray Shafer (1917–2006)                               | 17 januari 1967  | 20 januari 1971  | R            | 1966           |
| 40     |                                                      | Milton Shapp                                         | Milton Shapp (1912–1994)                             | 20 januari 1971  | 16 januari 1979  | D            | 1970           |
| 40     | 1974                                                 | Milton Shapp                                         | Milton Shapp (1912–1994)                             | 20 januari 1971  | 16 januari 1979  | D            |                |
| 41     |                                                      | Dick Thornburgh                                      | Dick Thornburgh (1932–2020)                          | 16 januari 1979  | 20 januari 1987  | R            | 1978           |
| 41     | 1982                                                 | Dick Thornburgh                                      | Dick Thornburgh (1932–2020)                          | 16 januari 1979  | 20 januari 1987  | R            |                |
| 42     |                                                      | Bob Casey sr.                                        | Bob Casey sr. (1932–2000)                            | 20 januari 1987  | 17 januari 1995  | D            | 1986           |
| 42     | 1990                                                 | Bob Casey sr.                                        | Bob Casey sr. (1932–2000)                            | 20 januari 1987  | 17 januari 1995  | D            |                |
| 43     |                                                      | Tom Ridge                                            | Tom Ridge (1945)                                     | 17 januari 1995  | 5 oktober 2001   | R            | 1994           |
| 43     | 1998                                                 | Tom Ridge                                            | Tom Ridge (1945)                                     | 17 januari 1995  | 5 oktober 2001   | R            |                |
| 44     |                                                      | Mark Schweiker                                       | Mark Schweiker (1953)                                | 5 oktober 2001   | 20 januari 2003  | R            |                |
| 45     |                                                      | Ed Rendell                                           | Ed Rendell (1944)                                    | 20 januari 2003  | 18 januari 2011  | D            | 2002           |
| 45     | 2006                                                 | Ed Rendell                                           | Ed Rendell (1944)                                    | 20 januari 2003  | 18 januari 2011  | D            |                |
| 46     |                                                      | Tom Corbett                                          | Tom Corbett (1949)                                   | 18 januari 2011  | 20 januari 2015  | R            | 2010           |
| 47     |                                                      | Tom Wolf                                             | Tom Wolf (1948)                                      | 20 januari 2015  | 17 januari 2023  | D            | 2014           |
| 47     | 2018                                                 | Tom Wolf                                             | Tom Wolf (1948)                                      | 20 januari 2015  | 17 januari 2023  | D            |                |
| 48     |                                                      | Josh Shapiro                                         | Josh Shapiro (1973)                                  | 17 januari 2023  | heden            | D            | 2022           |

(D): Democraat · (R): Republikein · (O): Onafhankelijk